# OCA International
OCA International é uma companhia aérea de cargas sediada em Berlim, na Alemanha.